# Adralés
Adralés (en asturiano y oficialmente Adralés) es una aldea y una parroquia del concejo de Cangas del Narcea, en el Principado de Asturias, España. Su población actual (2023) es de 115 habitantes, repartidos en 40 viviendas.

## Geografía
Adralés está situada en la zona centro-norte del concejo de Cangas del Narcea, a 3 km de la capital municipal, Cangas del Narcea. Limita al norte con la parroquia de Santa Marina / Obanca; al este, con las parroquias de Corias y Cangas del Narcea; al sureste, con Cueras / Santolaya; al suroeste, con La Regla de Perandones / La Riela; y al oeste, con Trones.
La parroquia ocupa una extensión de 3,46 km².

## Localidades
Según el nomenclátor de 2023, la parroquia está formada por las siguientes localidades:
- Alto de Santarbás (oficialmente, en asturiano, L'Altu Santarvás)[2] (casería): 8 habitantes.
- Adralés (aldea): 51 habitantes.
- Villar de Adralés (oficialmente, en asturiano, Viḷḷar d'Adralés) (lugar): 56 habitantes.

## Economía
El principal recurso económico de la parroquia ha sido tradicionalmente la ganadería. La proximidad a la villa de Cangas del Narcea permitió a los agricultores de Adralés participar activamente en los mercados locales, donde podían suministrar productos como la leche, algo inusual en otras localidades del concejo debido a las dificultades de transporte y conservación de este producto en el pasado.
En la actualidad, gran parte de la población está formada por agricultores jubilados o jóvenes que desarrollan su actividad laboral principalmente en Cangas del Narcea.

## Historia y emigración
En siglos pasados, Adralés experimentó una importante emigración hacia Cuba y las Filipinas, lo que explica que el apellido "Adrales" sea relativamente común en Filipinas y tenga su origen en esta parroquia asturiana. Durante los siglos siglo XIX y siglo XX, y hasta los años setenta, la población de Adralés se redujo notablemente debido a este fenómeno migratorio.
Muchos emigrantes se dirigieron a Madrid, donde trabajaron como serenos, mientras que otros emigraron a Argentina y Venezuela. En las décadas de 1960 y 1970, muchas familias de la parroquia tuvieron miembros trabajando en Suiza.

## Personas destacadas
- José Calvo Martínez, secretario general de la Unión de Campesinos Asturianos (UCA) desde 1995.

## Cultura y patrimonio
Adralés conserva tradiciones vinculadas a las festividades religiosas y a la actividad ganadera. Su paisaje rural, caracterizado por prados, bosques de castaños y casas tradicionales asturianas, constituye un atractivo para el turismo rural en Asturias.